# El abrazo de la serpiente
El abrazo de la serpiente es una película coproducción de Colombia, Venezuela y Argentina de drama y aventura del año 2015, dirigida por Ciro Guerra. La película ganó el Premio Art Cinema en la sección Quincena de Realizadores del Festival de Cine de Cannes 2015, así como ocho Premios Macondo 2015, entregados por la Academia Colombiana de Artes y Ciencias Cinematográficas, incluyendo el de Mejor Película. También fue nominada a mejor película de habla no inglesa en la edición 88 de los Premios Óscar, convirtiéndose en la primera cinta colombiana en lograrlo.

## Sinopsis
La película narra dos historias que tienen lugar en 1909 y 1940 durante la Fiebre del Caucho, ambas son protagonizadas por Karamakate, un chamán amazónico y último superviviente de su tribu, y su viaje con dos científicos, el alemán Theodor Koch-Grünberg y el estadounidense Richard Evans Schultes,en busca del yakruna, una misteriosa planta sagrada.
En la trama de 1909, Theo es un etnógrafo de la Universidad de Tubinga que ha vivido en la Amazonía por años y ahora se encuentra gravemente enfermo; con él viaja su compañero Manduca, un antiguo esclavo de las expediciones caucheras peruanas. Ambos hombres visitan a Karamakate con la esperanza de que este pueda ayudar a curar a Theo. Karamakate inicialmente se niega a ayudar al científico pues desconfía de la gente blanca, pero eventualmente accede a ayudarle aplicándole una cura temporal por las fosas nasales llamada "semen de sol" y parte con ambos en canoa a fin de encontrar la única cura posible para su enfermedad, la planta sagrada "yakruna".
En 1940 un botánico estadounidense, Evan, se encuentra con un envejecido Karamakate, quien ha comenzado a olvidar la sabiduría de su pueblo. Evan trata de seguir los pasos de Theo en busca de la planta y decide adentrarse en la selva en busca de la yakruna. A fin de conseguir su ayuda el botánico le dice a Karamakate que lo hace con fines académicos pues ha dedicado su vida a las plantas y que tiene esperanzas de que la yakruna pueda ayudarlo a soñar. Sin embargo esto es una mentira, el verdadero propósito de Evan es conseguir un abastecimiento estable de caucho para el ejército estadounidense cuyos suministros han sido reducidos a causa de la Segunda Guerra Mundial.
Ambas expediciones llegan al pequeño asentamiento de La Chorrera, una misión de carácter religioso. En 1909 el asentamiento es dirigido por un fraile capuchino español, quién ha quedado como el único adulto de la localidad tras la desaparición de sus dos compañeros en la selva. El religioso dedica sus días a reunir huérfanos de las caucheras a fin de prevenir que sean esclavizados por las plantaciones y para "salvar sus almas", lo cual él entiende como un proceso forzado de occidentalización. Karamakate intenta enseñarle a los huérfanos los saberes de su gente pero esto sólo despierta la ira y los castigos del religioso que ve aquello como prácticas paganas. Manduca ataca al religioso en defensa de los niños y lo derriba, el trío decide que ahora que han iniciado una pelea no pueden quedarse más en la aldea.
En 1940 el mismo asentamiento ha degenerado en un extraño culto de personalidad en torno a un delirante hombre brasileño que se ha autoproclamado mesías y dirige a los huérfanos, ahora adultos, en extrañas ceremonias religiosas que incluyen la crucifixión. Las personas del asentamiento desconfían de Evan y Karamakate, quienes sólo consiguen pasar por el pueblo después de hacerse pasar por los reyes magos Baltasar y Melchor.
En 1909 el trío llega a un puesto fronterizo donde viven los últimos miembros del pueblo de Karamakate, estos han descendido en el alcoholismo y han olvidado sus tradiciones; como resultado han comenzado a cultivar la yakruna, la cual debe crecer salvaje de acuerdo a las costumbres, para ser usada como una simple droga recreativa. Furioso, Karamakate prende fuego a los cultivos mientras un grupo de soldados colombianos comienzan a tomarse la aldea.
En 1940, Karamakate y Evan llegan a los Cerros de Mavecure, dónde se encuentra la última planta de yakruna, aquí el botánico le confiesa a su compañero la verdad sobre su expedición. Decepcionado, Karamakate le dice que no puede llevarse la planta y que debe consumirla, Evan accede. La película termina con visiones coloridas inducidas por la yakruna.
Según se publica en la Amazonia perdida, Richard Evans Schultes pasó doce años en la Amazonia colombiana, entre 1941 y 1952.

## Reparto
- Nilbio Torres como el joven Karamakate.
- Antonio Bolívar como el viejo Karamakate.[11]
- Jan Bijvoet como Theodor von Martius.
- Brionne Davis como Evan.
- Luigi Sciamanna como Padre Gaspar.
- Yauenkü Miguee como Manduca.
- Nicolás Cancino como Anizetto.

## Recepción
La película ha recibido elogios por parte de la crítica colombiana y del resto del mundo. La calificación del sitio Rotten Tomatoes le da un índice de aprobación del 96 %. La película a nivel mundial ha obtenido "la aclamación universal".
Jessica Kiang de Indieware calificó a la película como de clase A, llamándola «un descubrimiento conmovedor, extraño e impresionante». También describe el carácter de Karamakate como «un inmaculado retrato de inescrutable soledad y superviviente de la devastadora culpa que viene a ser el último de su pueblo». Jordan Mintzer de The Hollywood Reporter describió la película como «visual y cautivadora exploración de hombre, la naturaleza y los poderes destructivos de colonialismo» y la comparó con Tabú de Miguel Gomes. También alabó la fotografía en blanco y negro y el diseño de sonido al expresar: «logra que la jungla realmente cobre vida». Justin Chang de Variety dio una crítica positiva de la película. Él escribió: "gigantesca y poética, y no sólo un estudio etnográfico, sino también un acto sorprendente de testimonio cinematográfico ...". Acerca de la narración en paralelo, escribió que "ofrece una crítica bastante completa de la destrucción de las culturas indígenas a manos de los invasores blancos". Video-ensayista: kogonada votó a favor de la película en la encuesta de la revista Sight & Sound a la mejor película de 2015, afirmando que el "abrazo de la serpiente es una hazaña fascinante del cine. Guerra me tenía atrapado en la pantalla".

## Fechas de estreno
| Fechas de estreno (Fuente: IMDb) |                  |      |
| País                             | Fecha            | Año  |
| Colombia                         | 15 de mayo       | 2015 |
| Hungría                          | 24 de septiembre | 2015 |
| Polonia                          | 13 de noviembre  | 2015 |
| Francia                          | 23 de diciembre  | 2015 |
| México                           | 12 de febrero    | 2016 |
| Estados Unidos                   | 17 de febrero    | 2016 |
| Argentina                        | 18 de febrero    | 2016 |
| Brasil                           | 18 de febrero    | 2016 |
| España                           | 18 de febrero    | 2016 |
| Uruguay                          | 18 de febrero    | 2016 |
| Alemania                         | 10 de marzo      | 2016 |
| Países Bajos                     | 31 de marzo      | 2016 |

## Premios
La película fue proyectada en la sección de la Quincena de los Realizadores en el Festival de Cine de Cannes de 2015. donde ganó el Premio al Cine Arte. Ganó el Golden Apricot a mejor película en el Festival Internacional de Cine de Ereván (2015), en Armenia en la categoría de Mejor Película; el Premio Especial del Jurado en el Festival de Cine de Odessa, y el premio a la Mejor Película en el Festival de Cine de Lima, donde también recibió un premio especial del Jurado de crítica cinematográfica. Ganó también ocho Premios Macondo, de la Academia Colombiana de Artes y Ciencias Cinematográficas, incluyendo el de Mejor Película Y fue nominada para los Premios Óscar en la categoría mejor película de habla no inglesa, convirtiéndose en la primera obra cinematográfica colombiana en ser nominada en los Premios de la Academia.
| Premio / Ceremonia                                   | Categoría                                                     | Receptor                          | Resultado |
| ---------------------------------------------------- | ------------------------------------------------------------- | --------------------------------- | --------- |
| Premios Óscar 2016                                   | Mejor película de habla no inglesa                            | Ciro Guerra                       | Nominada  |
| Festival de Cannes 2015                              | Premio Art Cinema                                             | Ciro Guerra                       | Ganadora  |
| Independent Spirit Awards 2015                       | Mejor Película Internacional                                  | Ciro Guerra                       | Nominada  |
| Premios José María Forqué 2015                       | Mejor Película Latinoamericana                                | Ciro Guerra                       | Nominada  |
| Festival Internacional de Cine de Ereván 2015        | Albaricoque de oro a la Mejor Película                        | Ciro Guerra                       | Ganadora  |
| Festival de Cine de Odessa 2015                      | Golden Duke                                                   | Ciro Guerra                       | Nominada  |
| Festival de Cine de Odessa 2015                      | Premio especial del jurado                                    | Ciro Guerra                       | Ganadora  |
| Festival de Cine de Múnich 2015                      | Mejor película Internacional                                  | Ciro Guerra                       | Ganadora  |
| Festival de Cine de Lima 2015                        | Mejor Película                                                | Ciro Guerra                       | Ganadora  |
| Festival de Cine de Lima 2015                        | Mención especial del jurado                                   | Ciro Guerra                       | Ganadora  |
| Festival Internacional de Cine de San Sebastián 2015 | Mejor Película Latinoamericana                                | Ciro Guerra                       | Nominada  |
| Festival de Cine Internacional Pacific Meridian 2015 | Premio especial del jurado                                    | Ciro Guerra                       | Ganadora  |
| Festival de Cine Internacional de Hamptons 2015      | Estrella de mar de oro por mejor narrativa - Mención de Honor | Ciro Guerra                       | Ganadora  |
| Festival de Cine de Milwaukee 2015                   | Mejor Película                                                | Ciro Guerra                       | Nominada  |
| Festival Internacional de Cine de Mar del Plata 2015 | Golden Astor por la Mejor Película                            | Ciro Guerra                       | Ganadora  |
| Premios Fénix 2015                                   | Mejor Largometraje de Ficción                                 | Ciro Guerra                       | Nominada  |
| Premios Fénix 2015                                   | Mejor Dirección                                               | Ciro Guerra                       | Ganadora  |
| Premios Fénix 2015                                   | Mejor Fotografía                                              | David Gallego                     | Ganadora  |
| Premios Fénix 2015                                   | Mejor Diseño de Arte                                          | Angélica Perea                    | Ganadora  |
| Premios Fénix 2015                                   | Mejor Diseño de Vestuario                                     | Catherine Rodríguez               | Nominada  |
| Premios Fénix 2015                                   | Mejor Música                                                  | Nascuy Linares                    | Ganadora  |
| Premios Fénix 2015                                   | Mejor Diseño de Sonido                                        | Carlos García                     | Ganadora  |
| Festival de Cine Internacional de la India 2015      | Pavo real de oro a la Mejor Película                          | Ciro Guerra                       | Ganadora  |
| Festival de Cine Internacional de Costa Rica 2015    | Mejor Película Internacional                                  | Ciro Guerra                       | Ganadora  |
| Premio Ariel                                         | Mejor Película Iberoamericana                                 | Ciro Guerra                       | Ganadora  |
| Festival de Cine de Sundance 2016                    | Premio de Cine Alfred P. Sloan                                | Ciro Guerra                       | Ganadora  |
| Festival Internacional de Cine de Róterdam 2016      | Premio Hubert Bals Fund Dioraphte                             | Ciro Guerra                       | Ganadora  |
| Premios Platino 2016                                 | Mejor película iberoamericana de Ficción                      | Ciro Guerra                       | Ganadora  |
| Premios Platino 2016                                 | Mejor Dirección                                               | Ciro Guerra                       | Ganadora  |
| Premios Platino 2016                                 | Mejor Guion                                                   | Ciro Guerra                       | Nominada  |
| Premios Platino 2016                                 | Mejor Dirección de Montaje                                    | Etienne Boussac, Cristina Gallego | Ganadora  |
| Premios Platino 2016                                 | Mejor Dirección de Arte                                       | Angélica Perea                    | Ganadora  |
| Premios Platino 2016                                 | Mejor Música Original                                         | Nascuy Linares                    | Ganadora  |
| Premios Platino 2016                                 | Mejor Dirección de Fotografía                                 | David Gallego                     | Ganadora  |
| Premios Platino 2016                                 | Mejor Dirección de Sonido                                     | Carlos García, Marco Salavería    | Ganadora  |
| Premios Macondo                                      | Mejor montaje                                                 | Etienne Boussac                   | Ganadora  |
| Premios Macondo                                      | Mejor diseño sonoro                                           | Marco Salaverria y Carlos García  | Ganadora  |
| Premios Macondo                                      | Mejor música original                                         | Nascuy Linares                    | Ganadora  |
| Premios Macondo                                      | Mejor dirección de arte                                       | Angélica Perea                    | Ganadora  |
| Premios Macondo                                      | Mejor dirección de fotografía                                 | David Gallego                     | Ganadora  |
| Premios Macondo                                      | Mejor guion                                                   | Ciro Guerra y Jacques Toulemonde  | Ganadora  |
| Premios Macondo                                      | Mejor director                                                | Ciro Guerra                       | Ganadora  |
| Premios Macondo                                      | Mejor película                                                | Ciro Guerra                       | Ganadora  |